# Гремячий Колодезь (Орловская область)
Гремячий Колодезь — деревня в Ливенском районе Орловской области России. 
Административный центр Лютовского сельского поселения в рамках организации местного самоуправления и центр Лютовского сельсовета в рамках административно-территориального устройства.

## География
Расположена на реке Ливенка, в 14 км к северу от райцентра, города Ливны, и в 116 км к юго-востоку от центра города Орёл.

## Население
| 2002 | 2010 |
| ---- | ---- |
| 216  | ↘188 |

Согласно результатам переписи 2002 года, в национальной структуре населения русские составляли 95 % от жителей.